# Länsresidenset i Falun
Länsresidenset i Falun är en byggnad vid Åsgatan i Falun, som inrymmer bostads- och representationslokaler för landshövdingen i Dalarnas län. Byggnaden förvaltas av Statens fastighetsverk  och är byggnadsminne sedan 1935. 

## Historik
Byggnaden uppfördes ursprungligen som privatbostad åt rådmannen O. Engström och inköptes 1790 av landshövding Johan Magnus af Nordin, som 1792 lät bygga om huset. Det fick då sitt nuvarande utseende. Det övertogs av staten på 1810-talet för att bli officiellt residens för dåvarande Kopparbergs läns landshövdingar. Den senaste restaureringen interiört gjordes åren 2002 - 2004.